# Hemnur, Devadurga
Hemnur là một làng thuộc tehsil Devadurga, huyện Raichur, bang Karnataka, Ấn Độ.